# Bas-relief en cuivre
Bas-relief en cuivre (ou simplement Bas-relief) est une œuvre de l'artiste français Maurice Legendre. C'est l'une des œuvres d'art de la Défense en France, à l'intérieur de la gare RER.

## Description
Bas-relief en cuivre prend la forme d'un assemblage de tôles de cuivre pliées et soudées. À la différence de Boréale, située sur le quai opposé, l'œuvre met essentiellement l'accent sur l'aspect vertical des éléments plutôt que sur leur horizontalité.

## Localisation
L'œuvre est située à l'extrémité du quai compris entre les voies 2 et B de la gare RER, dans la direction Paris. Elle occupe la totalité du mur du fond. Les autres extrémités des quais sont également occupées par deux autres œuvres d'art : Boréale occupe le mur du quai opposé, dans la même direction ; Traits d'union est située à l'exact opposé, dans la direction Banlieue, et recouvre les murs des deux quais.

## Implantation
L'œuvre est créée en 1969 par Maurice Legendre. Elle est implantée à son emplacement actuel en 1979.

## Artiste
Maurice Legendre (né en 1928) est un sculpteur français.